# ジャン＝バティスト・ルソー

ジャン＝バティスト・ルソー

ジャン＝バティスト・ルソー（フランス語: Jean-Baptiste Rousseau、1671年4月6日 パリ - 1741年3月17日 ブリュッセル）は、フランス王国の劇作家、詩人。特に寸鉄詩で知られる。

## 生涯
1671年4月6日、靴屋の息子としてパリで生まれた。十分な教養を受けて早くからニコラ・ボアロー＝デプレオーの目に留まり、彼からは作家になるよう勧められた。当初、ルソーは劇作家の道を歩んだが、1694年のLe Café、1696年のLe Flatteur、1697年のVénus et Adonis、1700年のLe Capricieuxはいずれも成功せず、1700年にアタッシェとしてタラール公爵とともにロンドンに赴いた。そこで文学から出生する道を歩もうと、多くの文学者が集まるCafé Laurentに入り浸ったが、風刺詩で中傷的や猥褻な文言を繰り返し書いたことにより、カフェから出禁されることになった。一方、ジャン・ラシーヌ（1639年 - 1699年）とアンドレ・シェニエ（1762年 - 1794年）の間の時期にあって正統な叙情詩が乏しかったため、ルソーは名声を得て1701年に碑文文芸アカデミー入りを果たし、1710年にはアカデミー・フランセーズの会員候補になった。
しかし、またしても中傷的な詩が出回り、その著者がルソーであると噂されると、彼に対する裁判が起こり、1712年には名誉毀損で起訴された。ルソー自身は風刺詩の著者をベルナール＝ジョゼフ・ソーランとしたが、裁判に出頭しなかったことから敗訴となり、永久国外追放の判決が下された。1716年に帰国許可が下りたが、完全な名誉回復にはならなかったことからルソーは帰国許可を拒否し、1738年にパリを隠れて一度訪れたほかは外国で過ごした。
海外ではプリンツ・オイゲンなどの有名人がルソーを保護し、1722年にはブリュッセルでヴォルテールと会ったが、ヴォルテールの著作"Le Pour et le contre"をめぐって反目した。
1741年3月17日、ブリュッセルで死去した。死後、ジャン＝ジャック・ルフラン・ド・ポンピニャンが頌歌を書き、ブリタニカ百科事典第11版はそれがルソーの作品よりも優れていると評価した。

## 著作
ルソーの詩作集は初版がゾロトゥルンで出版された後、1723年にロンドンで再版された。
- Le Café（1694年、1幕構成の喜劇）
- Le Flatteur（1696年、演劇）
- Vénus et Adonis（1697年、オペラ）
- Le Capricieux（1700年、喜劇）

## 評価
ブリタニカ百科事典第11版はルソーを寸鉄詩作者として評価し、アレクシス・ピロン以外でルソーに勝る者はいなかったという。